# Волейбол на летней Спартакиаде народов СССР 1991 (мужчины)
Мужской волейбольный турнир X летней Спартакиады народов СССР был проведён с 22 по 30 марта 1991 года в Киеве.
В турнире приняли участие сборные команды 12 союзных республик (кроме Литвы, Молдовы и Эстонии), Москвы и Ленинграда.

## Итоги

### Положение команд
| 1. Украинская ССР  | 8. Грузия           |
| 2. РСФСР           | 9. Узбекская ССР    |
| 3. Казахская ССР   | 10. Азербайджан     |
| 4. Москва          | 11. Киргизская ССР  |
| 5. Латвия          | 12. Армения         |
| 6. Ленинград       | 13. Туркменская ССР |
| 7. Белорусская ССР | 14. Таджикская ССР  |

## Призёры
Украинская ССР: В.Гудыма, Сергей Ковтун, Юрий Коровянский, Сергей Мироненко, В.Пивоваров, Сергей Черняга, Александр Шадчин (все — «Шахтёр» Донецк), Игорь Абдрахманов, Юрий Грицюта, Игорь Попов, А.Сидоренко (все — «Локомотив» Киев), Юрий Филиппов («Локомотив» Харьков). Тренер — Анатолий Проскуровский.
 РСФСР: Андрей Барцев, Олег Кряков, Сергей Кукарцев, Игорь Наумов, Александр Смирнов, Павел Шишкин (все — «Искра» Одинцово), Дмитрий Акимов, Сергей Горбунов, Сергей Кухтин, В.Уколов, Сергей Чеботарёв (все — «Динамо» Московская область), А.Гаврилов («Север» Новосибирск). Тренер — Виктор Радин.
 Казахская ССР: М.Андрышев, Бахытжан Байтуреев, Валерий Беленков, Александр Горбатков, Виктор Козик, Вячеслав Крескин, Николай Маряскин, Игорь Нуржанов, Сергей Синкевич, Франц Цахариас, Сергей Щукин, А.Яншин (все — «Дорожник» Алма-Ата). Тренер — Евгений Сивков.